# Erkki Laine
Erkki Juhani Laine (ur. 13 września 1957 w Lahti, zm. 22 sierpnia 2009 w Asikkala) – fiński hokeista, reprezentant Finlandii, olimpijczyk.

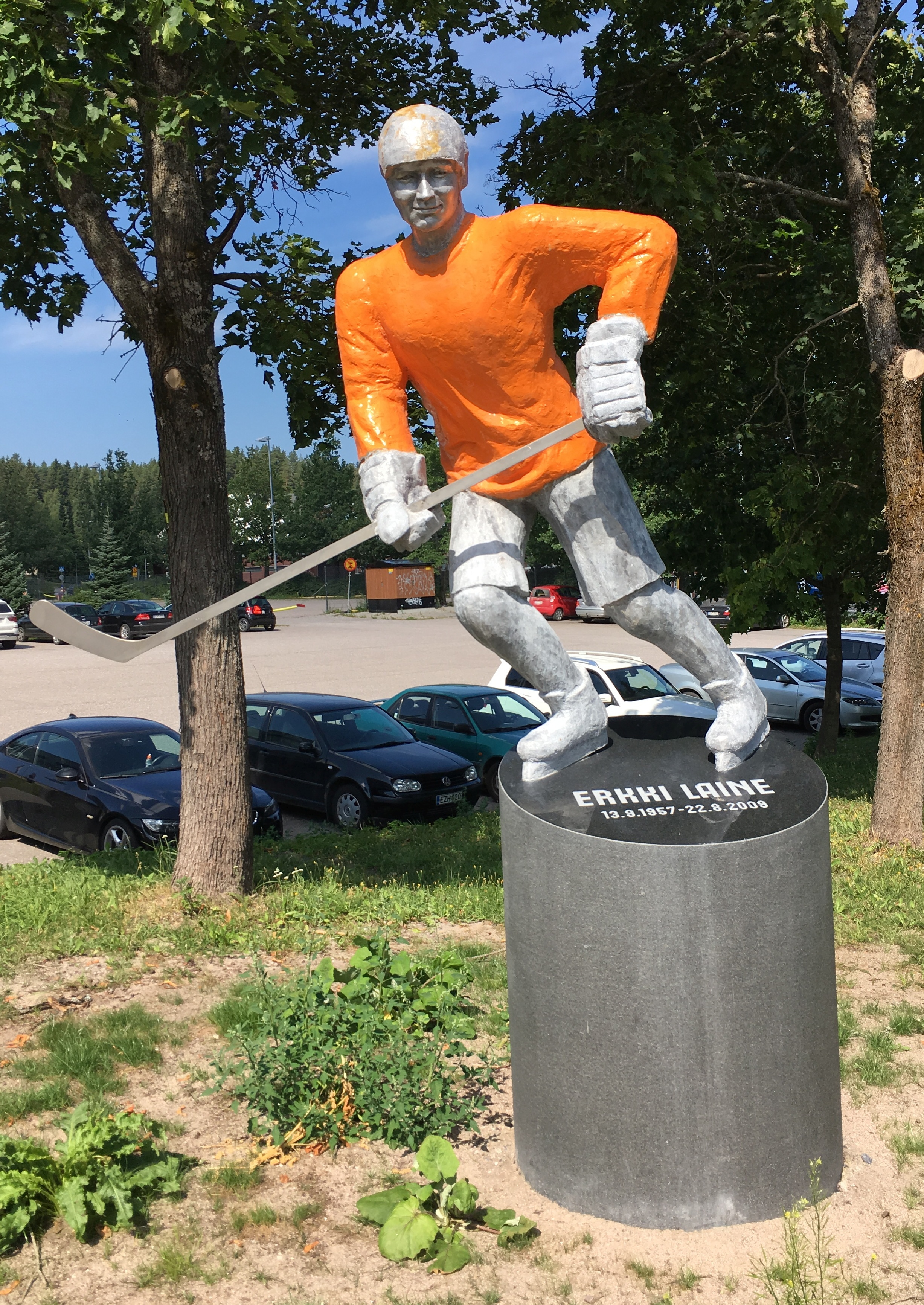
Statua Erkkiego Laine przy Isku Areena w Lahti

Wystąpił na igrzyskach olimpijskich w Sarajewie oraz zdobył srebrny medal igrzysk olimpijskich w 1988 roku. Grał w Lahden Reipas, Leksands IF, Färjestad BK, Berlin Capitals oraz w HC Davos. Był dwukrotnym mistrzem Szwecji. W sezonie 1975/1976 grając w Reipas Lahti został królem strzelców ligi fińskiej, zaś w sezonach 1980/1981 i 1984/1985 grając dla Färjestad BK został królem strzelców ligi szwedzkiej. W drużynie Pelicans Lahti numer 13, w którym grał Laine został zastrzeżony.
Jego córki Emma i Essi zostały tenisistkami .
22 sierpnia 2009 utonął w jeziorze niedaleko Lahti. Dzień później wyłowiono części jego rozbitej łodzi, a 25 sierpnia wyłowiono jego ciało.

## Sukcesy
Reprezentacyjne
- Srebrny medal zimowych igrzysk olimpijskich: 1988

Klubowe
- Złoty medal mistrzostw Szwecji: 1986, 1988 z Färjestad
- Srebrny medal mistrzostw Szwecji: 1987 z Färjestad